# LX Festival Internacional de la Canción de Viña del Mar

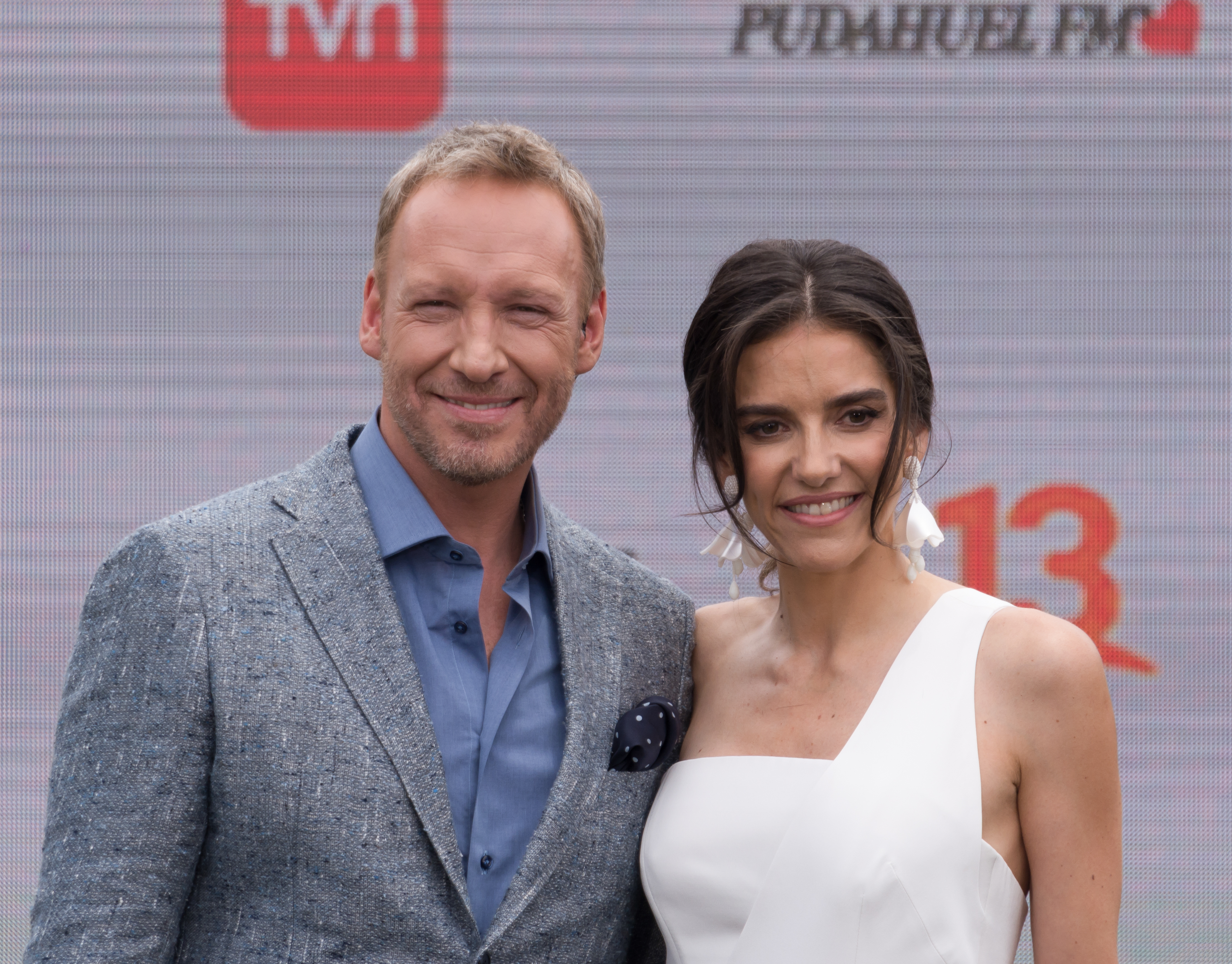
Los presentadores de la versión 2019 del festival Martín Cárcamo y María Luisa Godoy.

El LX Festival Internacional de la Canción de Viña del Mar, también conocido como Viña 2019 y estilizado como Viña 19, fue un evento que se realizó entre el 24 de febrero y el 1 de marzo de 2019 en el Anfiteatro de la Quinta Vergara, en la ciudad chilena de Viña del Mar, Región de Valparaíso. Fue animado por los presentadores Martín Cárcamo y María Luisa Godoy.
Además, la transmisión fue realizada por la alianza entre los canales TVN, Canal 13, Fox Channel, Fox Life y el conglomerado radial Iberoamericana Radio Chile (Radio ADN, Radio Pudahuel), que se adjudicaron la licitación del certamen hasta 2024. La producción del Festival la realiza T4F+Bizarro, siendo la primera vez que los canales organizadores externalizan este aspecto.
El 13 de julio de 2018, la Ilustre Municipalidad de Viña del Mar confirmó oficialmente a Martín Cárcamo, de Canal 13 y a María Luisa Godoy de TVN, como animadores del festival internacional viñamarino.

## Gala
La fiesta de gala del Festival de Viña del Mar, que da el puntapié inicial a cada una de las ediciones, se realizó el 22 de febrero de 2019 en el Casino de Viña del Mar. Entre los invitados internacionales a la gala estuvieron los cantantes Becky G y Sebastián Yatra —ambos jurados del festival—, el actor Diego Boneta y la modelo y actriz Eugenia «China» Suárez.
El evento incluyó una alfombra roja televisada, por donde desfilan tanto los animadores del festival —quienes tradicionalmente lo hacen al final—, así como artistas, rostros de televisión, actores, periodistas, deportistas y modelos nacionales e internacionales. Fue transmitida por los canales oficiales del festival (TVN, Canal 13 y Fox), y fue presentada por Francisca García-Huidobro (en su primera aparición como rostro de Canal 13) e Ignacio Gutiérrez (TVN), con despachos de Lucila Vit (Fox) en la «mani-cam», Sergio Lagos (Canal 13) desde la terraza del casino y Hugo Valencia (TVN) en el backstage. Obtuvo una teleaudiencia de 37,5 puntos.

## Artistas

### Musicales
- Camila Gallardo[8]
- Sebastián Yatra[8]
- David Bisbal[8]
- Raphael[8]
- Marco Antonio Solís[8]
- Yuri[8]
- Carlos Rivera[8]
- Wisin & Yandel[8]
- / Marc Anthony[8]
- Bad Bunny[8]
- / Becky G[8]
- Backstreet Boys[9]

### Humor
- Felipe Avello[10]
- Jani Dueñas[10]
- Dino Gordillo[10]
- Mauricio Palma[10]
- / Jorge Alís[10]
- Bonco Quiñongo[10]

## Jurado
- Álvaro Escobar[11]
- Cami[11]
- Yuri[11]
- Sebastián Yatra[11]
- Becky G[11]
- Carlos Rivera[11]
- Constanza Santa María[11]
- María Gabriela de Faría[12]
- Luka Tudor[13]
- Humberto Gatica (Presidente del jurado)[11]

## Programación y desarrollo
|           | Obertura                            |
|           | Artista musical                     |
|           | Humor                               |
|           | Competencia folclórica              |
|           | Competencia internacional           |
| G / G / G | Gaviota de plata / oro / platino    |
| 🔑        | Llaves de la ciudad de Viña del Mar |
| UTC -3    | Hora de Chile                       |

Fuentes:

### Día 1 - Domingo 24 de febrero
| N.º | Nombre | Género/Tipo                           | Horario     | Premios             | Lista de temas/Rutina |
| --- | --- | ------------------------------------- | ----------- | ------------------- | --- |
| O   | Homenaje a Lucho Gatica: (Claudia Acuña, Denise Rosenthal, Américo, Yuri, Carlos Rivera, Beto Cuevas y Francisca Valenzuela) | Obertura                              | 21:58 22:09 | G (22:10)           | Ver lista 1. Reloj 2. Espérame en el cielo 3. Perfidia 4. Bésame mucho 5. La barca 6. Historia de un amor |
| 1   | Wisin & Yandel | Dúo de reguetón                       | 22:22 23:58 | G (23:36) G (23:51) | Ver lista 1. Como antes 2. Reguetón en lo oscuro 3. En la disco bailoteo 4. Abusadora 5. Sexy movimiento 6. Ahora es 7. Pegao 8. Rakata 9. El teléfono 10. Mírala bien 11. Pam, pam 12. Escápate conmigo 13. Encantadora 14. No me dejes solo 15. Sácala 16. Mayor que yo 17. Noche de sexo 18. Calma (con Pedro Capó) 19. Noche de entierro 20. Permítame 21. Moviendo caderas 22. Adrenalina 23. Algo me gusta de ti |
| 2   | Felipe Avello | Humorista                             | 00:21 01:18 | G (01:03) G (01:16) | Ver listaTemas de su rutina - Recuerdos familiares - Aprendizaje de idiomas - Ruptura y superación - Fiestas infantiles - Citas de la juventud - Movimiento animalista - Imitación a bandas - Homenaje cómico a Juan Gabriel - Reconocimiento al artista nacional - Relación con su padre - Escena con máquina de nieve (con Augusto Schuster)                                                                         |
| 3   | Mr. Saik | Competencia internacional (1.° ronda) | 01:35 01:53 | 4,0P                | «Pégate sexy» / «La chama» |
| 4   | Susan Ochoa | Competencia internacional (1.° ronda) | 01:35 01:53 | 6,1P                | «Ya no más» |
| 5   | Martina, la Peligrosa | Competencia internacional (1.° ronda) | 01:35 01:53 | 5,8P                | «Tu culpa» |
| 6   | Destino San Javier | Competencia folclórica (1.° ronda)    | 02:05 02:19 | 6,1P                | «Justo ahora» |
| 7   | Benjamín Walker | Competencia folclórica (1.° ronda)    | 02:05 02:19 | 6,6P                | «Y arderán» |
| 8   | Ch'ila Jatun | Competencia folclórica (1.° ronda)    | 02:05 02:19 | 5,5P                | «Me cansé de amarte» |
| 9   | Sebastián Yatra | Cantante de pop y reguetón romántico  | 02:29 03:20 | G (02:53) G (03:08) | Ver lista 1. Sutra 2. Alguien robó 3. Devuélveme el corazón 4. Por perro 5. No hay nadie más 6. Por fin te encontré (A cappella) 7. Un año más 8. Traicionera 9. Ya no tiene novio 10. Robarte un beso |

### Día 2 - Lunes 25 de febrero
| N.º | Nombre              | Género/Tipo                           | Horario     | Premios             | Lista de temas/Rutina |
| --- | ------------------- | ------------------------------------- | ----------- | ------------------- | --- |
| 1   | Raphael             | Cantante de baladas                   | 22:01 23:47 | G (23:15) G (23:36) | Ver lista 1. Promesas 2. Igual 3. No vuelvas 4. Digan lo que digan 5. Mi gran noche 6. Ahora 7. Provocación 8. La noche 9. Malena 10. Yo sigo siendo aquel 11. Estuve enamorado 12. Sí, pero no 13. Gracias a la vida (Cover de Violeta Parra) 14. La quiero a morir (Cover de Francis Cabrel) 15. En carne viva 16. Ámame 17. Cuando tú no estás 18. Escándalo 19. Qué sabe nadie 20. Yo soy aquel 21. Como yo te amo |
| 2   | Dino Gordillo       | Humorista                             | 00:11 01:01 | G (00:46) G (00:58) | Ver listaTemas de su rutina - Pobreza en la infancia - Pensión de un jubilado - Acoso laboral - Relación con la familia - Autoridad de los hijos - Borrachos en situaciones - Situaciones de personajes - Servicio militar |
| 3   | Bonny y Kelly (BNK) | Competencia internacional (1.° ronda) | 01:15 01:35 | 5,7P                | «Un pasito por América» |
| 4   | Neven Ilic          | Competencia internacional (1.° ronda) | 01:15 01:35 | 6,2P                | «Por algo fue» |
| 5   | Dayanara            | Competencia internacional (1.° ronda) | 01:15 01:35 | 6,6P                | «El innombrable» |
| 6   | Nicole Pillman      | Competencia folclórica (1.° ronda)    | 01:46 02:01 | 5,4P                | «Una misma sangre» |
| 7   | Grupo Kvrass        | Competencia folclórica (1.° ronda)    | 01:46 02:01 | 5,3P                | «Que me beses» |
| 8   | Margarita Henríquez | Competencia folclórica (1.° ronda)    | 01:46 02:01 | 6,5P                | «Mi tierra te llora» |
| 9   | Yuri                | Cantante de pop y baladas             | 02:12 03:26 | G (03:07) G (03:08) | Ver lista 1. Este amor no se toca 2. Dame un beso 3. Ella es más que yo 4. Todo mi corazón 5. Amiga mía 6. ¿Qué te pasa? 7. Ya no vives en mí (con Carlos Rivera) 8. Yo te pido amor 9. Detrás de mi ventana 10. Maldita primavera 11. Primer amor 12. Yo te amo, te amo 13. Hombres al borde de un ataque 14. Chileno de corazón                                                                                      |

### Día 3 - Martes 26 de febrero
| N.º | Nombre                | Género/Tipo                           | Horario     | Premios             | Lista de temas/Rutina |
| --- | --------------------- | ------------------------------------- | ----------- | ------------------- | --- |
| 1   | Marc Anthony          | Cantante de salsa y pop               | 22:01 23:26 | G (23:10) G (23:11) | Ver lista 1. Valió la pena 2. Y hubo alguien 3. Hasta ayer 4. Flor pálida 5. Qué precio tiene el cielo 6. Abrázame muy fuerte 7. Ahora quién 8. ¿Y cómo es él? 9. Vivir lo nuestro 10. Te amaré 11. Si te vas 12. Te conozco bien 13. Tu amor me hace bien 14. Vivir mi vida |
| 2   | Jani Dueñas           | Humorista                             | 23:48 00:24 | —                   | Ver listaTemas de su rutina - Revisión de su carrera artística - Feministas y machistas - Comentarios de los animalistas - Maternidad |
| 3   | Mr. Saik              | Competencia internacional (2.° ronda) | 00:32 00:51 | 4,2P                | «Pégate sexy» / «La chama» |
| 4   | Susan Ochoa           | Competencia internacional (2.° ronda) | 00:32 00:51 | 6,7P                | «Ya no más» |
| 5   | Martina, la Peligrosa | Competencia internacional (2.° ronda) | 00:32 00:51 | 5,7P                | «Tu culpa» |
| 6   | Destino San Javier    | Competencia folclórica (2.° ronda)    | 01:02 01:16 | 6,7P                | «Justo ahora» |
| 7   | Benjamín Walker       | Competencia folclórica (2.° ronda)    | 01:02 01:16 | 6,5P                | «Y arderán» |
| 8   | Ch'ila Jatun          | Competencia folclórica (2.° ronda)    | 01:02 01:16 | 6,0P                | «Me cansé de amarte» |
| 9   | David Bisbal          | Cantante de pop                       | 01:27 02:22 | G (02:09) G (02:16) | Ver lista 1. Quién me iba a decir 2. Antes que no 3. Perdón 4. Dígale 5. Mi princesa 6. A partir de hoy (con Sebastián Yatra) 7. Esclavo de sus besos 8. Bulería 9. Ave María                                                                                                |

### Día 4 - Miércoles 27 de febrero
| N.º | Nombre              | Género/Tipo                                  | Horario     | Premios                        | Lista de temas/Rutina |
| --- | ------------------- | -------------------------------------------- | ----------- | ------------------------------ | --- |
| 1   | Marco Antonio Solís | Cantautor y compositor de baladas románticas | 22:05 23:45 | G (23:22) G (23:37) 🔑 (23:39) | Ver lista 1. Invéntame 2. Dios bendiga nuestro amor 3. Se va muriendo mi alma 4. Tú me vuelves loco 5. ¿A dónde vamos a parar? 6. Antes de qué te vayas 7. Con esta duda 8. ¿Cómo fui a enamorarme de ti? 9. El perdedor 10. Mi eterno amor secreto 11. Tu cárcel 12. A qué me quedo contigo 13. Viva el amor 14. ¿Dónde estará mi primavera? (con sus hijas Marla y Alison Solís) 15. La venia bendita 16. Si te pudiera mentir 17. Si no te hubieras ido 18. Más que tu amigo |
| 2   | Jorge Alís          | Humorista                                    | 00:07 01:32 | G (01:12) G (01:14)            | Ver listaTemas de su rutina - Inmigrantes en Chile - Problemas con el Metro de Santiago - Cesantía en el país - Apoderados en la escuela - Vida en familia |
| 3   | Bonny y Kelly (BNK) | Competencia internacional (2.° ronda)        | 01:50 02:08 | 5,3P                           | «Un pasito por América» |
| 4   | Neven Ilic          | Competencia internacional (2.° ronda)        | 01:50 02:08 | 5,5P                           | «Por algo fue» |
| 5   | Dayanara            | Competencia internacional (2.° ronda)        | 01:50 02:08 | 6,2P                           | «El innombrable» |
| 6   | Nicole Pillman      | Competencia folclórica (2.° ronda)           | 02:17 02:31 | 6,0P                           | «Una misma sangre» |
| 7   | Grupo Kvrass        | Competencia folclórica (2.° ronda)           | 02:17 02:31 | 5,4P                           | «Que me beses» |
| 8   | Margarita Henríquez | Competencia folclórica (2.° ronda)           | 02:17 02:31 | 6,4P                           | «Mi tierra te llora» |
| 9   | Carlos Rivera       | Cantante de pop y baladas                    | 02:45 03:34 | G (03:25) G (03:26)            | Ver lista 1. Amo mi locura 2. Regrésame mi corazón 3. Me muero 4. Lo digo 5. Otras vidas 6. Que lo nuestro se quede nuestro 7. Recuérdame 8. Grito de guerra |

### Día 5 - Jueves 28 de febrero
| N.º | Nombre              | Género/Tipo                       | Horario     | Premios                                       | Lista de temas/Rutina |
| --- | ------------------- | --------------------------------- | ----------- | --------------------------------------------- | --- |
| 1   | Backstreet Boys     | Boy-Band                          | 22:02 23:25 | G (23:03) G (23:17)                           | Ver lista 1. Larger than Life 2. The One 3. Get Down (You're The One For Me) 4. Drowning 5. Incomplete 6. Show Me the Meaning of Being Lonely 7. Nunca te haré llorar / I'll Never Break Your Heart 8. Quit Playing Games (With My Heart) 9. As Long as You Love Me 10. The Call 11. We've Got It Goin' On 12. Get Another Boyfriend 13. Don't Go Breaking My Heart 14. I Want It That Way 15. Everybody (Backstreet's Back) |
| 2   | Mauricio Palma      | Humorista                         | 23:50 00:59 | G (00:36) G (00:52)                           | Ver listaTemas de su rutina - Sicología - Violento Parra |
| 3   | Dayanara            | Competencia internacional (Final) | 01:08 01:21 | —                                             | «El innombrable» |
| 4   | Neven Ilic          | Competencia internacional (Final) | 01:08 01:21 | —                                             | «Por algo fue» |
| 5   | Susan Ochoa         | Competencia internacional (Final) | 01:08 01:21 | G (01:31) Mejor Intérprete G (01:34) Ganadora | «Ya no más» |
| 6   | Benjamín Walker     | Competencia folclórica (Final)    | 01:41 01:58 | —                                             | «Y arderán» |
| 7   | Destino San Javier  | Competencia folclórica (Final)    | 01:41 01:58 | G (01:59) Mejor Intérprete G (02:01) Ganador  | «Justo ahora» |
| 8   | Margarita Henríquez | Competencia folclórica (Final)    | 01:41 01:58 | —                                             | «Mi tierra te llora» |
| 9   | Camila Gallardo     | Cantante de pop                   | 02:14 03:11 | G (02:36) G (02:57)                           | Ver lista 1. Un poco más de frío 2. Toditas por ti 3. Run run, se fue pa'l norte 4. Mi ruego 5. Más de la mitad 6. Antorcha 7. Pa' callar tus penas 8. Ven 9. Querida rosa 10. La entrevista 11. No es real 12. Abrázame |

### Día 6 - viernes 1 de marzo
| N.º | Nombre             | Género/Tipo                          | Horario     | Premios             | Lista de temas/Rutina |
| --- | ------------------ | ------------------------------------ | ----------- | ------------------- | --- |
| 1   | Susan Ochoa        | Competencia internacional (Ganadora) | 22:01 22:03 | —                   | «Ya no más» |
| 2   | Destino San Javier | Competencia folclórica (Ganador)     | 22:04 22:07 | —                   | «Justo ahora» |
| 3   | Bad Bunny          | Cantante de trap                     | 22:20 23:50 | G (23:21) G (23:41) | Ver lista 1. Estamos bien 2. Ni bien, ni mal 3. 200 MPH 4. ¿Quién tú eres? 5. Medley - (Diles, No te hagas, Caile) 6. Si tu novio te deja sola 7. Solita 8. Sensualidad 9. Caro 10. La romana (con El Alfa) 11. Dime si te acuerdas 12. Vuelve 13. Si estuviésemos juntos 14. Amorfoda 15. Sólo de mí 16. Te boté 17. Madura 18. Mía 19. I like it 20. Tú no vive así (con Arcángel) 21. Me acostumbré (con Arcángel) 22. Por amar a ciegas (sólo Arcángel) 23. Soy peor 24. Krippy Kush 25. Chambea |
| 4   | Bonco Quiñongo     | Humorista                            | 00:13 00:57 | G (01:22) G (01:24) | Ver listaTemas de su rutina - Ser negro - Viaje a la playa - Montar aviones - El francés - Los hombres y mujeres - Pelaos |
| 5   | Becky G            | Cantante de pop urbano y reguetón    | 01:26 02:04 | G (01:44) G (01:59) | Ver lista 1. Booty 2. Sola 3. Dura 4. Mad love 5. Mayores 6. DJ Set (Can't Stop Dancing, Becky from the Block, Mangú, Shower) 7. Bubalú 8. Mala mía 9. Cuando te besé 10. Sin pijama |

## Competencias
Las canciones en competencia en esta edición del Festival son:

### Competencia internacional
| País     | Nombre                     | Intérprete            | 1.ª ronda | 2.ª ronda | Semifinal | Final | Posición                    |
| -------- | -------------------------- | --------------------- | --------- | --------- | --------- | ----- | --------------------------- |
| Perú     | Ya no más                  | Susan Ochoa           | 6,1P      | 6,7P      | 6,3P      | 6,8P  | Ganadora / Mejor Intérprete |
| Ecuador  | «El innombrable»           | Dayanara              | 6,6P      | 6,2P      | 6,4P      | 6,0P  | Finalista                   |
| Chile    | «Por algo fue»             | Neven Ilic            | 6,2P      | 5,5P      | 6,0P      | 5,5P  | Finalista                   |
| Colombia | «Tu culpa»                 | Martina, la Peligrosa | 5,8P      | 5,7P      | 5,8P      | —     | Semifinalista               |
| Cuba     | «Un pasito por América»    | Boni y Kelly (BNK)    | 5,7P      | 5,3P      | 5,5P      | —     | Semifinalista               |
| Panamá   | «Pégate sexy» y «La chama» | Mr. Saik              | 4,0P      | 4,2P      | 4,0P      | —     | Semifinalista               |

#### Primera ronda
| N.º | Artista               | Canción                | Álvaro Escobar | Camila Gallardo | Sebastián Yatra | Becky G | Carlos Rivera | Constanza Santa María | María de Faría | Luka Tudor | Yuri | Humberto Gatica | Público | Promedio |
| --- | --------------------- | ---------------------- | -------------- | --------------- | --------------- | ------- | ------------- | --------------------- | -------------- | ---------- | ---- | --------------- | ------- | -------- |
| 1   | Mr. Saik              | Pégate sexy y La chama | 4              | ?               | ?               | 6       | 3             | 3                     | 3              | 3          | 6    | ?               | 3,8     | 4,0      |
| 2   | Susan Ochoa           | Ya no más              | 6              | ?               | ?               | 6       | 6             | 6                     | 7              | 6          | 7    | ?               | 5,1     | 6,1      |
| 3   | Martina, la Peligrosa | Tu culpa               | 6              | ?               | ?               | 6       | 6             | 5                     | 7              | 6          | 6    | ?               | 4,2     | 5,8      |
| 4   | Boni y Kelly          | Un pasito por América  | 5              | 6               | 7               | 7       | 7             | 5                     | ?              | 5          | ?    | ?               | 3,5     | 5,7      |
| 5   | Neven Ilic            | Por algo fue           | 6              | 7               | 7               | 7       | 7             | 6                     | ?              | 6          | ?    | ?               | 3,6     | 6,2      |
| 6   | Dayanara              | El innombrable         | 6              | 7               | 7               | 7       | 7             | 6                     | ?              | 6          | ?    | ?               | 5,9     | 6,6      |

#### Segunda ronda
| N.º | Artista               | Canción                | Álvaro Escobar | Camila Gallardo | Sebastián Yatra | Becky G | Carlos Rivera | Constanza Santa María | María de Faría | Luka Tudor | Yuri | Humberto Gatica | Público | Promedio |
| --- | --------------------- | ---------------------- | -------------- | --------------- | --------------- | ------- | ------------- | --------------------- | -------------- | ---------- | ---- | --------------- | ------- | -------- |
| 1   | Mr. Saik              | Pégate sexy y La chama | 4              | 5               | 5               | 5       | 4             | ?                     | 3              | ?          | 4    | ?               | 3,7     | 4,2      |
| 2   | Susan Ochoa           | Ya no más              | 6              | 7               | 7               | 7       | 7             | ?                     | 7              | ?          | 7    | ?               | 5,6     | 6,7      |
| 3   | Martina, la Peligrosa | Tu culpa               | 5              | 6               | 6               | 6       | 7             | ?                     | 6              | ?          | 6    | ?               | 3,7     | 5,7      |
| 4   | Boni y Kelly          | Un pasito por América  | 5              | 6               | 7               | 6       | ?             | 5                     | ?              | 5          | 5    | ?               | 3,0     | 5,3      |
| 5   | Neven Ilic            | Por algo fue           | 6              | 6               | 6               | 6       | ?             | 6                     | ?              | 6          | 5    | ?               | 3,0     | 5,5      |
| 6   | Dayanara              | El innombrable         | 6              | 7               | 7               | 7       | ?             | 6                     | ?              | 6          | 5    | ?               | 5,9     | 6,2      |

| Dayanara    | El innombrable | 6,4 |
| Susan Ochoa | Ya no más      | 6,3 |
| Neven Ilic  | Por algo fue   | 6,0 |

- La escala de evaluación está basada en las calificaciones educativas; es de 1 a 7

### Competencia folclórica
| País      | Nombre               | Intérprete          | 1.ª ronda | 2.ª ronda | Semifinal | Final | Posición                   |
| --------- | -------------------- | ------------------- | --------- | --------- | --------- | ----- | -------------------------- |
| Argentina | «Justo ahora»        | Destino San Javier  | 6,1P      | 6,7P      | 6,3P      | 6,6P  | Mejor Intérprete / Ganador |
| Chile     | «Y arderán»          | Benjamín Walker     | 6,6P      | 6,5P      | 6,5P      | 6,5P  | Finalista                  |
| Panamá    | «Mi tierra te llora» | Margarita Henríquez | 6,5P      | 6,4P      | 6,4P      | 6,3P  | Finalista                  |
| Bolivia   | «Me cansé de amarte» | Ch'ila Jatun        | 5,5P      | 6,0P      | 5,8P      | —     | Semifinalista              |
| Perú      | «Una misma sangre»   | Nicole Pillman      | 5,4P      | 6,0P      | 5,7P      | —     | Semifinalista              |
| Colombia  | «Que me beses»       | Grupo Kvrass        | 5,3P      | 5,4P      | 5,3P      | —     | Semifinalista              |

#### Primera ronda
| N.º | Artista             | Canción            | Álvaro Escobar | Camila Gallardo | Sebastián Yatra | Becky G | Carlos Rivera | Constanza Santa María | María de Faría | Luka Tudor | Yuri | Humberto Gatica | Público | Promedio |
| --- | ------------------- | ------------------ | -------------- | --------------- | --------------- | ------- | ------------- | --------------------- | -------------- | ---------- | ---- | --------------- | ------- | -------- |
| 1   | Destino San Javier  | Justo ahora        | 6              | ?               | ?               | 7       | 7             | 7                     | 6              | 6          | 5    | ?               | 4,8     | 6,1      |
| 2   | Benjamín Walker     | Y arderán          | 7              | ?               | ?               | 7       | 7             | 7                     | 7              | 7          | 6    | ?               | 5,1     | 6,6      |
| 3   | Ch'ila Jatun        | Me cansé de amarte | 5              | ?               | ?               | 6       | 5             | 5                     | 5              | 7          | 6    | ?               | 5,1     | 5,5      |
| 4   | Nicole Pillman      | Una misma sangre   | 5              | 6               | 6               | 6       | 6             | 4                     | ?              | 5          | ?    | ?               | 5,1     | 5,4      |
| 5   | Grupo Kvrass        | Que me beses       | 5              | 6               | 7               | 7       | 7             | 4                     | ?              | 4          | ?    | ?               | 3,5     | 5,3      |
| 6   | Margarita Henríquez | Mi tierra te llora | 6              | 7               | 7               | 7       | 7             | 6                     | ?              | 6          | ?    | ?               | 4,8     | 6,5      |

#### Segunda ronda
| N.º | Artista             | Canción            | Álvaro Escobar | Camila Gallardo | Sebastián Yatra | Becky G | Carlos Rivera | Constanza Santa María | María de Faría | Luka Tudor | Yuri | Humberto Gatica | Público | Promedio |
| --- | ------------------- | ------------------ | -------------- | --------------- | --------------- | ------- | ------------- | --------------------- | -------------- | ---------- | ---- | --------------- | ------- | -------- |
| 1   | Destino San Javier  | Justo ahora        | 7              | 7               | 7               | 7       | 7             | ?                     | 7              | ?          | 7    | ?               | 4,5     | 6,7      |
| 2   | Benjamín Walker     | Y arderán          | 7              | 7               | 7               | 7       | 7             | ?                     | 7              | ?          | 6    | ?               | 4,3     | 6,5      |
| 3   | Ch'ila Jatun        | Me cansé de amarte | 6              | 6               | 7               | 6       | 6             | ?                     | 6              | ?          | 6    | ?               | 5,1     | 6,0      |
| 4   | Nicole Pillman      | Una misma sangre   | 6              | 7               | 7               | 7       | ?             | 4                     | ?              | 6          | 6    | ?               | 4,7     | 6,0      |
| 5   | Grupo Kvrass        | Que me beses       | 6              | 6               | 7               | 6       | ?             | 4                     | ?              | 5          | 6    | ?               | 2,9     | 5,4      |
| 6   | Margarita Henríquez | Mi tierra te llora | 7              | 7               | 7               | 7       | ?             | 6                     | ?              | 6          | 6    | ?               | 5,3     | 6,4      |

| Benjamín Walker     | Y arderán          | 6,5 |
| Margarita Henríquez | Mi tierra te llora | 6,4 |
| Destino San Javier  | Justo ahora        | 6,3 |

- La escala de evaluación está basada en las calificaciones educativas; es de 1 a 7

## Reyes del Festival

### Reina del Festival

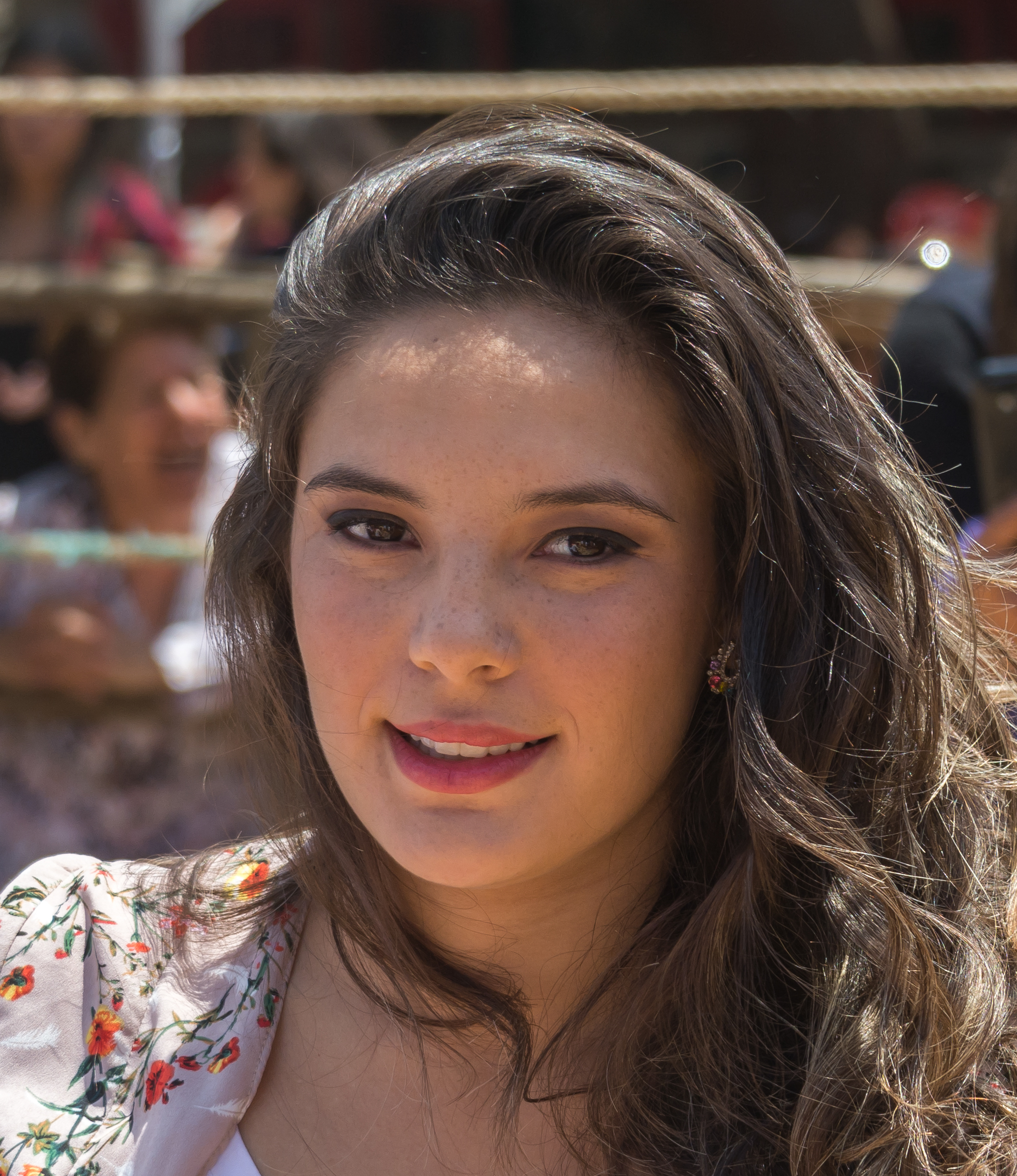
Chantal Gayoso, reina del Festival de Viña del Mar 2019.

En esta versión se eligió a la 38.ª Reina del Festival, y sucesora de Betsy Camino, mediante el voto de los periodistas acreditados para el evento. La elección fue organizada y auspiciada, una vez más, por el diario chileno La Cuarta. La ganadora de esta edición fue Chantal Gayoso, en una votación muy estrecha.
| N.º | País               | Candidata                 | Ocupación                | Participa en               | Canal/Medio | Resultados |
| --- | ------------------ | ------------------------- | ------------------------ | -------------------------- | ----------- | ---------- |
| 1.° | Bandera de Chile   | Chantal Gayoso            | Bailarina y participante | Rojo, el color del talento | TVN         | 77 votos   |
| 2.° | Bandera de Ecuador | Dayanara Peralta          | Cantante y actriz        | Competencia internacional  | —           | 58 votos   |
| 3.° | Bandera de Croacia | Yadranka Tomic            | Modelo                   | —                          | Glamorama   | 55 votos   |
| 4.° | Bandera de Chile   | Ingrid Aceitón Hormazábal | Modelo                   | —                          | Vive TV     | 36 votos   |
| 5.° | Bandera de Cuba    | Yunet Guerra              | Modelo y conductora      | Bar de chicas y Toc Show   | TV+         | 28 votos   |

### Rey del Festival
Por segunda vez desde 2010, se volvió a elegir "Rey del Festival de Viña del Mar" y sucesor de Matías Vega, mediante el voto de los periodistas acreditados para el evento. La elección fue organizado y auspiciado, una vez más, por el diario chileno La Cuarta. El ganador de esta edición fue Hernán Arcil, en una votación muy estrecha. 
| N.º | País                 | Candidato     | Ocupación               | Participa en               | Canal/Medio | Resultados |
| --- | -------------------- | ------------- | ----------------------- | -------------------------- | ----------- | ---------- |
| 1.° | Bandera de Chile     | Hernán Arcil  | Bailarín y participante | Rojo, el color del talento | TVN         | 81 votos   |
| 2.° | Bandera de Argentina | Bruno Galassi | Modelo                  | —                          | Glamorama   | 51 votos   |
| 3.° | Bandera de Argentina | Paolo Ragone  | Cantante y actor        | Competencia folclórica     | —           | 48 votos   |
| 4.° | Bandera de Chile     | Edmundo Varas | Modelo                  | —                          | Vive TV     | 37 votos   |
| 5.° | Bandera de Chile     | Roque Pizarro | Periodista              | MILF                       | TV+         | 28 votos   |

### Reyes del Monstruo
Corresponde a un certamen alternativo que se realiza por redes sociales, donde son las y los artistas quienes compiten por este galardón. Los ganadores fueron los cantantes Sebastián Yatra y Camila Gallardo.
| N.º | País                      | Candidata         | Ocupación           | Resultados   |
| --- | ------------------------- | ----------------- | ------------------- | ------------ |
| 1.° | Bandera de Chile          | Camila Gallardo   | Cantante y jurado   | 19.417 votos |
| 2.° | Bandera de Chile          | Pía María Silva   | Animadora Backstage | 17.160 votos |
| 3.° | Bandera de Chile          | Camila Recabarren | Redes sociales      | 7.992 votos  |
| 4.° | Bandera de Estados Unidos | Becky G           | Cantante y jurado   | 5.744 votos  |
| 5.° | Bandera de Chile          | Jani Dueñas       | Humorista           | 911 votos    |

| N.º | País                | Candidata       | Ocupación          | Resultados   |
| --- | ------------------- | --------------- | ------------------ | ------------ |
| 1.° | Bandera de Colombia | Sebastián Yatra | Cantante y jurado  | 17.613 votos |
| 2.° | Bandera de México   | Carlos Rivera   | Cantante y jurado  | 15.237 votos |
| 3.° | Bandera de Chile    | Felipe Avello   | Humorista          | 3.308 votos  |
| 4.° | Bandera de Chile    | Karol Lucero    | Redes sociales     | 2.765 votos  |
| 5.° | Bandera de Chile    | Matías Vega     | Animador Backstage | 1.044 votos  |

## Controversias
- Durante la Competencia internacional, al finalizar Mr. Saik de interpretar «La chama», pidió disculpas al pueblo venezolano, si se había sentido ofendido por su canción. En ella, algunos insinúan, que se trata de fáciles a las mujeres venezolanas y de prostitutas[18] La polémica venía desde fines de 2017 en que Reke, un rapero venezolano, le respondió[19] duramente[20] en una canción.
- Nicole Pillman, representante de Perú en la categoría folclórica, acusó a Latina Televisión de intentar ignorar su participación en el certamen musical luego que lanzara una promoción donde solo mencionó a Susan Ochoa, quien participaba en la categoría internacional.[21]
- El humorista argentino radicado en Chile, Jorge Alís, fue acusado de plagio por el ingeniero español Juan de Gorostidi en la parte de los "apoderados en la escuela" de su rutina, cuyo escrito original fue posteado en Twitter en 2017 y está incluido en el libro El WhatsApp de padres (2018), pero fue adaptado al humor negro.[22]

## Emisión
El festival es transmitido en varios países del mundo:
- Bolivia: Red Uno[23]
- Colombia: Canal 1[24]
- El Salvador: Canal 2
- Estados Unidos: Univisión.
- Honduras: Canal 11[25]
- México: TV Azteca
- Perú: Latina Televisión
- Puerto Rico: Wapa TV
- Panamá: Oye TV

## Audiencias
Noche más vista (excepto la gala).

     Noche menos vista (excepto la gala).
| Noche                             | Día                               | Fecha                             | Horario                           | Índice de audiencia | Puesto diario |
| --------------------------------- | --------------------------------- | --------------------------------- | --------------------------------- | ------------------- | ------------- |
| Gala                              | Viernes                           | 22 de febrero de 2019             | 22:01 - 01:49                     | 36,5                | Primero       |
| 1                                 | Domingo                           | 24 de febrero de 2019             | 21:36 - 03:27                     | 31,3                | Primero       |
| 2                                 | Lunes                             | 25 de febrero de 2019             | 21:35 - 03:34                     | 29,1                | Primero       |
| 3                                 | Martes                            | 26 de febrero de 2019             | 21:37 - 02:31                     | 31,1                | Primero       |
| 4                                 | Miércoles                         | 27 de febrero de 2019             | 21:40 - 03:41                     | 32,1                | Primero       |
| 5                                 | Jueves                            | 28 de febrero de 2019             | 21:36 - 03:18                     | 28,7                | Primero       |
| 6                                 | Viernes                           | 1 de marzo de 2019                | 21:36 - 02:15                     | 27,1                | Primero       |
| Rating promedio (excepto la gala) | Rating promedio (excepto la gala) | Rating promedio (excepto la gala) | Rating promedio (excepto la gala) | 29,9                | 29,9          |